# Roberta Agostini
 (novembre 2023).
Si vous disposez d'ouvrages ou d'articles de référence ou si vous connaissez des sites web de qualité traitant du thème abordé ici, merci de compléter l'article en donnant les références utiles à sa vérifiabilité et en les liant à la section « Notes et références ».
Roberta Agostini (Pesaro, 25 août 1966) est une femme politique italienne.

## Biographie
Elle est députée de la circonscription Campanie 1 durant la XVIIe législature de la République italienne pour le Parti démocrate.